# Leandro el Bel
Leandro el Bel es un libro de caballerías al parecer originalmente escrito en español por Pedro de Luján, y cuya primera edición conocida está en italiano y apareció en Venecia en 1560, con el nombre de Pietro Lauro. En él se continúa la acción de la obra española Lepolemo, más conocida como El caballero de la cruz, con los hechos de Leandro el Bel y su hermano Floramor, hijos de Lepolemo y la princesa Andriana de Francia. Conforme al tópico de la falsa traducción, se presenta como escrita originalmente en griego por el rey Artidoro y traducida después a la lengua española y de ésta a la italiana.
La obra fue publicada también en Toledo en 1563, en español, con el título Libro segundo del esforzado caballero de la Cruz Lepolemo Príncipe de Alemania, con una dedicatoria de Luján a don Juan Claros de Guzmán, conde de Niebla. En los primeros estudios de los libros de caballerías españoles se consideró como obra de Luján, hasta que a principios del siglo XX el erudito Henry Thomas hizo un estudio de varios aspectos del lenguaje de la versión española y llegó a la conclusión de que se trataba de una obra italiana y no al revés. Sin embargo, estudios recientes efectuados por especialistas italianos han llegado a la conclusión de que Lauro tradujo un original español, ya fuera de una versión manuscrita o de una edición anterior a la de 1563.
Hay otra edición española efectuada en Sevilla por Francisco Pérez en el decenio de 1580.